# Селидіввугілля
Державна холдингова компанія «Селидіввугілля».
Включає 4 шахти, які видобувають енергетичне та коксівне вугілля, загальний фактичний видобуток 2342000 т (2003).
Місцезнаходження — 85400, вул. К.Маркса, 41, м. Селидове, Донецької обл.

## Підприємства
- ДВАТ «Шахта 1/3 Новогродівська»
- ДВАТ «Шахта ім. Д.С.Коротченко»
- ДВАТ «Шахта «Росія»
- ДВАТ «Шахта «Україна»
- ДВАТ «Шахта «Курахівська»

### Закриті
- ДВАТ «Шахта № 2 Новогродівська»
- Шахта «Селидівська»